# Église Notre-Dame-de-l'Épine de Parilly
Pour les articles homonymes, voir Église Notre-Dame.
L'église Notre-Dame-de-l'Épine de Parilly est une ancienne église paroissiale dans la commune française de Chinon, dans le département d'Indre-et-Loire.

## Localisation
L'église de Parilly est située à l'extrémité méridionale du faubourg Saint-Jacques, partie de la commune de Chinon située sur la rive gauche de la Vienne.

## Histoire
La paroisse de Parilly (Parilliacus) est mentionnée dès le XIe siècle. En 1080, une église antérieure à l'édifice actuel est citée dans le cartulaire de l'abbaye Notre-Dame de Noyers, dont elle dépend, alors que sa cure est le siège d'un fief.
L'église, initialement dédiée à Notre-Dame-de-l'Épine, est construite au XIIe siècle mais sa nef est prolongée vers l'ouest au XVe siècle. Vers la même époque, une chapelle vouée à saint Jean est accolée au nord de la nef d'origine alors que celle qui lui fait face, côté sud, date du XVIe siècle ; elle est dédiée à saint Roch.
La paroisse de Parilly est supprimée et rattachée à Chinon en 1793, entraînant la désacralisation de l'église.
L'église est classée comme monument historique par décret du 24 décembre 1926. Une scène du téléfilm 1788, diffusé en 1978, y est tournée. Dans les années 1990, l'église sert de dépôt archéologique à la commune.

## Architecture
La nef sans bas-côtés est couverte en charpente ; elle s'ouvre à l'ouest par une porte en anse de panier et elle est éclairée par des baies percées dans le mur gouttereau sud. Un chœur à chevet plat la prolonge à l'est.
La chapelle septentrionale est voûtée en croisée d'ogives. Un clocher-mur à deux baies campanaires prend place au-dessus de la jonction entre la nef initiale et son prolongement occidental.

## Pour en savoir plus